# پائولو کواترینی
پائولو کواترینی (ایتالیایی: Paola Quattrini؛ زادهٔ ۹ مارس ۱۹۴۴) بازیگر اهل ایتالیا است.
از فیلم‌هایی که وی در آن نقش داشته‌است، می‌توان به کشتار، رو به جلو… حرکت!، خدمتکار منزل، هرکول، اولین عشق، زیباترین زوج جهان، فرشته سپید، دلیل آن قطره‌های عجیب خون روی بدن جنیفر چیست؟ و خواهران و برادران اشاره کرد. کواترینی در سال ۱۹۹۳ برنده روبان نقره‌ای بهترین بازیگر نقش مکمل زن شده‌است.